# 광평 전씨
광평 전씨(廣平田氏)는 한단시 광평현을 본관으로 하는 한국의 성씨이다.

## 역사
시조 전호겸(田好謙)은 명나라 경적례향학생(經籍隷鄕學生)이었지만 명이 청나라에게 망하자 조선에 귀화했다.
조선 인조는 그를 가상히 여겨 훈련장(訓練將)에 예속시켰으며 병자호란 당시 왕궁을 호위한 공을 인정 받아 원종공신(原從功臣)에 책록되고 절형장군(折衡將軍)에 올랐다.

## 참고 자료
- “광평전씨(廣平田氏)”. 뿌리를 찾아서.[깨진 링크(과거 내용 찾기)]